# Pseudepixanthis
Pseudepixanthis är ett släkte av skalbaggar. Pseudepixanthis ingår i familjen Cetoniidae.
Kladogram enligt Catalogue of Life:
| Pseudepixanthis | \| \| Pseudepixanthis minor \| \| \| \| \| \| Pseudepixanthis stella \| \| \| \| |
|                 | \| \| Pseudepixanthis minor \| \| \| \| \| \| Pseudepixanthis stella \| \| \| \| |
|                 | Pseudepixanthis minor                                                            |
|                 |                                                                                  |
|                 | Pseudepixanthis stella                                                           |
|                 |                                                                                  |